# آي باد أو إس
آي باد أو إس (بالإنجليزية: iPadOS)‏ هو نظام تشغيل للأجهزة اللوحية و هواتف قابلة للطي تم إنشاؤه وتطويره من شركة أبل، لفئة الأجهزة اللوحية iPad. تم الإعلان عنهُ في مؤتمر الشركة للمطورين (WWDC) لعام 2019. وهو يُشبه نظام التشغيل IOS ولكن مع تركيز أكبر على متعدد المهام ليناسب أكثر الأجهزة اللوحية. تم إصداره في 24 سبتمبر 2019.

## التاريخ
بمرور الوقت، أصبح نظام التشغيل IOS المستخدم على أجهزة IPad مختلف بشكل كبير عن نظام التشغيل IOS المستخدم على أجهزة IPhone، بسبب حصوله على مميزات حصرية خاصة به بمرور الوقت، وهذا دفع شركة أبل في مؤتمر الشركة للمطورين لعام 2019 بتغيير اسم IOS الذي يعمل على أجهزة IPad إلى IPadOS، بدءًا من عام 2019 باستخدام IPadOS 13.

## التحديثات

### iPadOS 13
لم تصدر الشركة إصدار باسم 0.iPadOS 13
| الإصدار | تاريخ الصدور   | المصادر |
| ------- | -------------- | ------- |
| 13.1    | 24 سبتمبر 2019 | [ 4 ]   |
| 13.1.1  | 27 سبتمبر 2019 | [ 5 ]   |
| 13.1.2  | 30 سبتمبر 2019 | [ 6 ]   |
| 13.1.3  | 15 أكتوبر 2019 | [ 7 ]   |
| 13.2    | 28 أكتوبر 2019 | [ 8 ]   |
| 13.2.2  | 7 نوفمبر 2019  | [ 9 ]   |
| 13.2.3  | 18 نوفمبر 2019 | [ 10 ]  |
| 13.3    | 10 ديسمبر 2019 | [ 11 ]  |
| 13.3.1  | 28 يناير 2020  | [ 12 ]  |
| 13.4    | 24 مارس 2020   | [ 13 ]  |
| 13.4.1  | 7 أبريل 2020   | [ 14 ]  |
| 13.5    | 20 مايو 2020   | [ 15 ]  |
| 13.5.1  | 1 يونيو 2020   | [ 16 ]  |

## المميزات

### الشاشة الرئيسية
على عكس الإصدارات السابقة من نظام التشغيل IOS، تم تزويد شبكة التطبيقات لتصل إلى خمسة صفوف وستة أعمدة، بغض النظر عما إذا كان الجهاز في اتجاه أفقي أو عمودي. يمكن جعل الصفحة الأولى من الشاشة الرئيسية إظهار عمود من الأدوات المصغرة من التطبيقات للوصول إليها بسهولة. لم يعد Spotlight Search جزءًا من عناصر واجهة المستخدم، ولكن لا يزال من الممكن الوصول إليه عن طريق التمرير لأسفل من وسط الشاشة الرئيسية أو الضغط على Command + Space على لوحة المفاتيح. تم تصغير حجم أيقونات التطبيقات قليلًا.

### تعدد المهام
يتميز نظام IPadOS بتعدد المهام والمزيد من القدرات مقارنةً بنظام IOS، مثل Slide Over و Split View و Stage Manager التي تتيح استخدام تطبيقات مختلفة في نفس الوقت. النقر المزدوج على زر الصفحة الرئيسية أو السحب لأعلى من أسفل الشاشة سيعرض جميع التطبيقات حاليًا. يمكن للمستخدم أيضًا التمرير السريع لليسار أو اليمين على المؤشر الرئيسي للتنقل بين التطبيقات في أي وقت، أو التمرير لليسار / اليمين بأربعة أصابع.
أثناء استخدام تطبيق ما، يمكن السحب لأعلى قليلاً من الحافة السفلية من الشاشة ليستدعي Dock، حيث يمكن تشغيل التطبيقات المخزنة داخلها. يمكن سحب تطبيق من Dock وسحب هذا التطبيق إلى الحافة اليسرى أو اليمنى لتقسيم الشاشة، والتي تتيح استخدام كلا التطبيقين جنبًا إلى جنب.
يمكن للمستخدم الآن فتح العديد من مثيلات تطبيق واحد مرة واحدة. تمت إضافة وضع Exposé جديد يتيح للمستخدم رؤية جميع مثيلات التطبيق.
في العديد من التطبيقات، باستثناء YouTube، يمكن عرض مقاطع الفيديو في نافذة عائم حتى يتمكن المستخدم من متابعة مشاهدتها أثناء استخدام تطبيقات أخرى. يمكن تغيير حجم هذه النافذة التي تحتوي على الفيديو عن طريق الضغط باصبعين والتكبير ويمكن ربطها بأي من الزوايا الأربع للشاشة. يمكن أيضًا أن يكون مخفيًا عن طريق تمريره خارج جانب الشاشة ويُشار إليه بسهم على الحافة حيث يتم إخفاء الفيديو وسيقوم بإعادته إلى الشاشة.

### المتصفح
يتيح تطبيق Safari الآن جعل المواقع تعمل بشكل سطح المكتب بشكل افتراضي، ولديه 30 اختصارات جديدة للوحة المفاتيح إذا كان هناك لوحة مفاتيح خارجية متصلة.

### التخزين
يسمح IPadOS بتوصول وحدات التخزين الخارجية، مثل وحدة الذاكرة الفلاشية (USB) المحمولة والأقراص الصلبة المحمولة ومحركات الأقراص الصلبة، بجهاز iPad عبر تطبيق الملفات.

### دعم الفأرة ولوحة التتبع
تمت إضافة دعم الفأرة ولوحة التتبع في الإصدار 13.4.

## الأجهزة المدعومة
يدعم IPadOS 13 أجهزة iPad المزودة بشريحة Apple A8 / A8X أو أحدث. لا يدعم الأجهزة التي تحتوي على 1 جيجابايت من ذاكرة الوصول العشوائي (RAM) بما في ذلك iPad Air و iPad Mini 2 و iPad Mini 3. وتشمل الأجهزة التي يدعمها iPadOS 13:
- iPad Air 2
- iPad Air 3rd generation
- iPad 5th generation
- iPad 6th generation
- iPad 7th generation
- iPad Mini 4
- iPad Mini 5th generation
- iPad Pro all models

يتم التحديث إلى iPadOS تلقائيًا للأجهزة المدعومة.

## وصلات خارجية
- الموقع الرسمي
 – الموقع الرسمي
- الموقع الرسمي
 – الموقع الرسمي للمطور